# Trenodia às Vítimas de Hiroshima
A Trenodia às Vítimas de Hiroshima é uma composição musical para 52 instrumentos de corda, composta em 1961 por Krzysztof Penderecki. Uma trenodia é uma canção ou poema de luto, composta ou executada como um memorial para os mortos.
Dedicada aos moradores de Hiroshima mortos ou feridos durante o primeiro uso de uma arma atômica numa guerra, a composiçao ganhou o prêmio UNESCO da Tribuna Internacional dos Compositores daquele mesmo ano. 